# 黑比诺

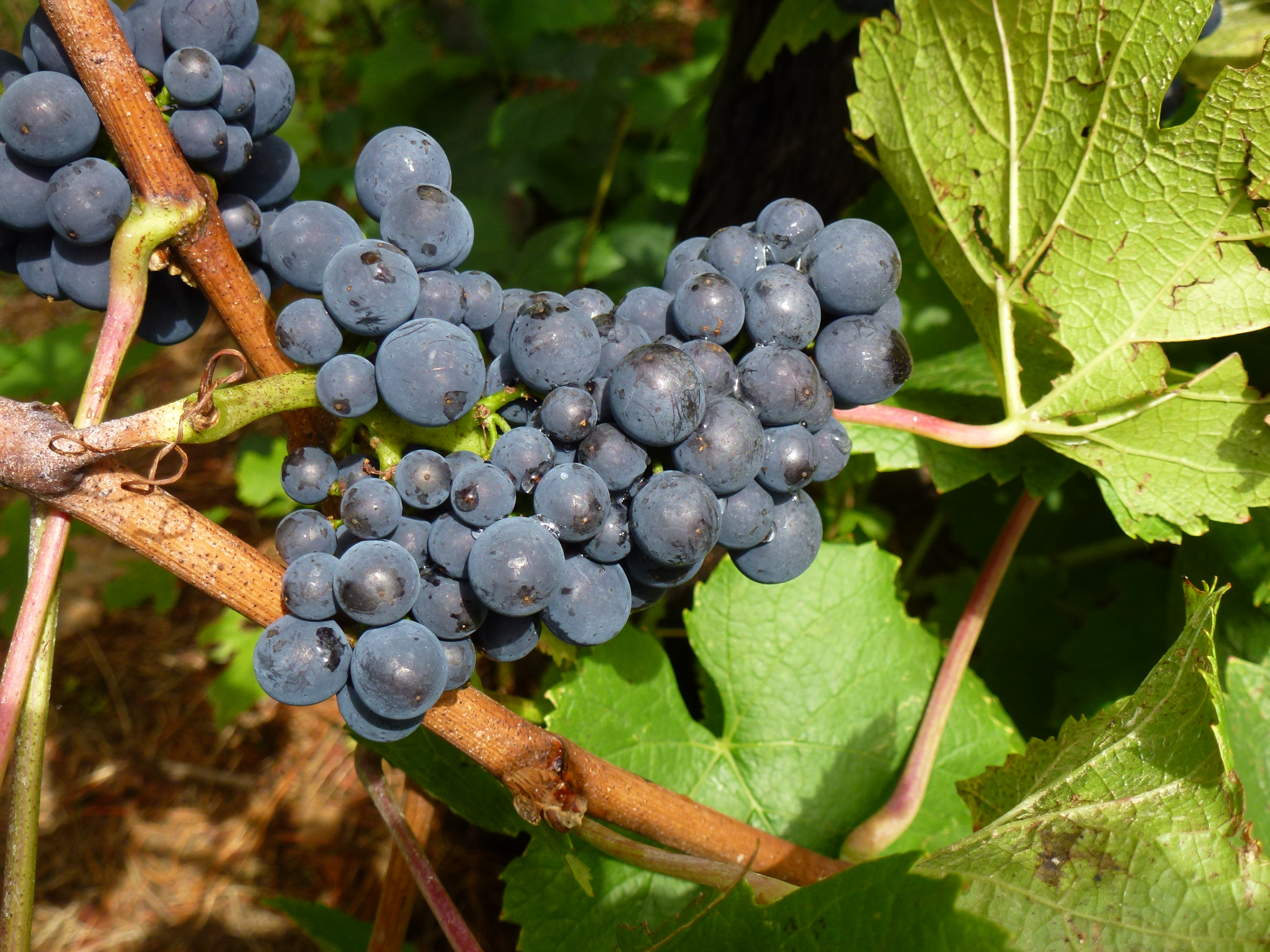
黑皮諾

黑皮諾（法文：或简称），亦称黑皮诺、黑品乐，是用來釀造紅葡萄酒的釀酒葡萄的一個亞種，也可用于酿造香槟酒、氣泡酒等。法国勃艮第酿造的黑比诺是世界上均价最高的葡萄酒。著名的DRC罗曼尼·康帝也是用黑比诺酿造。

## 历史
黑比诺很可能原產自法國东北部，在勃艮第的黑比诺最为世人称道，為該區最主要的的红色品種。通过基因分析我们可以知道黑比诺起源于罗马时代，但是它被人们称作allobrogica，并在欧洲广泛种植。中世纪起修道院酿酒的开端使它在勃艮第大范围种植。每个村庄、农户都热衷于种植以及酿造黑比诺。并不断的尝试与其他品种杂交孕育新的子代。截至1995年科学家共培育出近800个克隆系。

## 种植
屬早熟型（一期），產量小且不穩定，適合較寒冷氣候，在石灰黏土中生長最佳。适宜短剪枝。
幼叶黄绿色，成叶深绿色、鸡冠状。背面稀疏绒毛。
对温度比较敏感萌芽后注意防止霜冻。

## 酿造
黑比诺通常用来酿造干红和起泡酒。他是香槟产区的法定品种之一，亦可酿造克雷蒙起泡（传统法起泡酒的一种）。如果在压榨前短暂浸渍可以用于酿造桃香槟或起泡酒，如果直接压榨酿造无色的香槟我们称之为黑中白。
然而黑皮諾是主要紅葡萄品種中，公認為最挑剔最難照料的品種，因為果皮很薄，不會染污牙齒和酒杯，但它對成長環境的要求較高。其品種特性不強，易隨環境而變，在良好的條件下，黑皮諾雖然顏色不深，卻有嚴謹的結構和豐厚的口感，極適陳年。除紅酒外，黑皮諾經直接榨汁也適合釀製白色或玫瑰氣泡酒，是香檳區的重要品種之一，多與莎当妮及莫尼耶皮諾混合，較其他品種豐厚且適陳年。

## 香气
通产黑比诺颜色较浅，呈现浅宝石红色。氣味是不濃不淡的果香系與花香系。常聞到的是櫻桃、莓果、梅子、黑醋栗、香料、玫瑰花或其他花香。入口的感覺則是相當柔和溫淡，優雅細膩。有點酸，单宁丝滑柔顺。
其釀造的葡萄酒年輕時主要以櫻桃、草莓、覆盆子等紅色水果香為主；陳釀後，又會出現甘草和煮熟甜菜頭的風味；陳釀若干年後，帶有隱約動物和松露香，還有甘草等香辛料的香味。

## 世界各地
通常種植於其後偏冷涼地區
在法国勃艮第、香槟、阿尔萨斯是其主要种植区。
德国也有11000公顷的种植，不过随着全球气候变暖德国的黑比诺质量也在有很大地改善。
黑比诺是瑞士的主要红品种，色深、果香浓郁是其主要特色。
美国的黑比诺主要是一部电影所引爆的，2004年电影sideways的热映使得美国加州黑比诺受到消费者热捧。在这之后种植面积猛增。
另外值得一提的是新西兰的黑比诺也近年来有目共睹的品质极高，代表有：怀拉拉帕产区的波维克（Borthwick）、马丁堡产区的干河（Dry River）、新天地（Ata Rangi）、马尔堡产区的空画布（Blank Canvas）、中奥塔哥的蚱蜢岩（Grasshopper Rock）、马丁堡的帝沃特（Devotus）。

## 其他
買優質的黑皮諾，要知道其品質容易暴起暴落，要留心製造酒莊、葡萄園、年份，還有運氣因素。收藏黑皮諾要有失望的準備，但也要有驚喜的期望。

## 图集

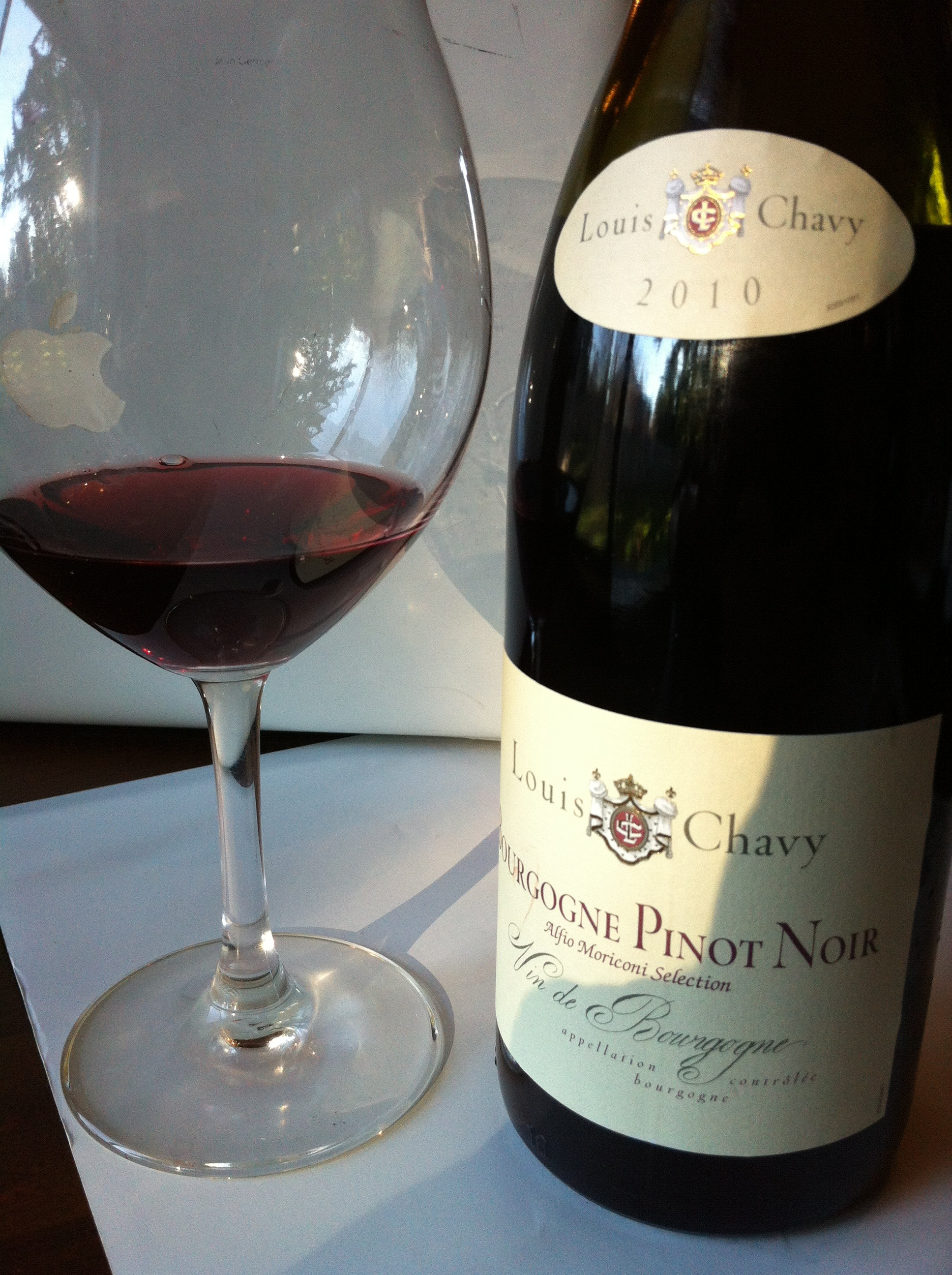
法国勃艮第出产的黑比诺红葡萄酒
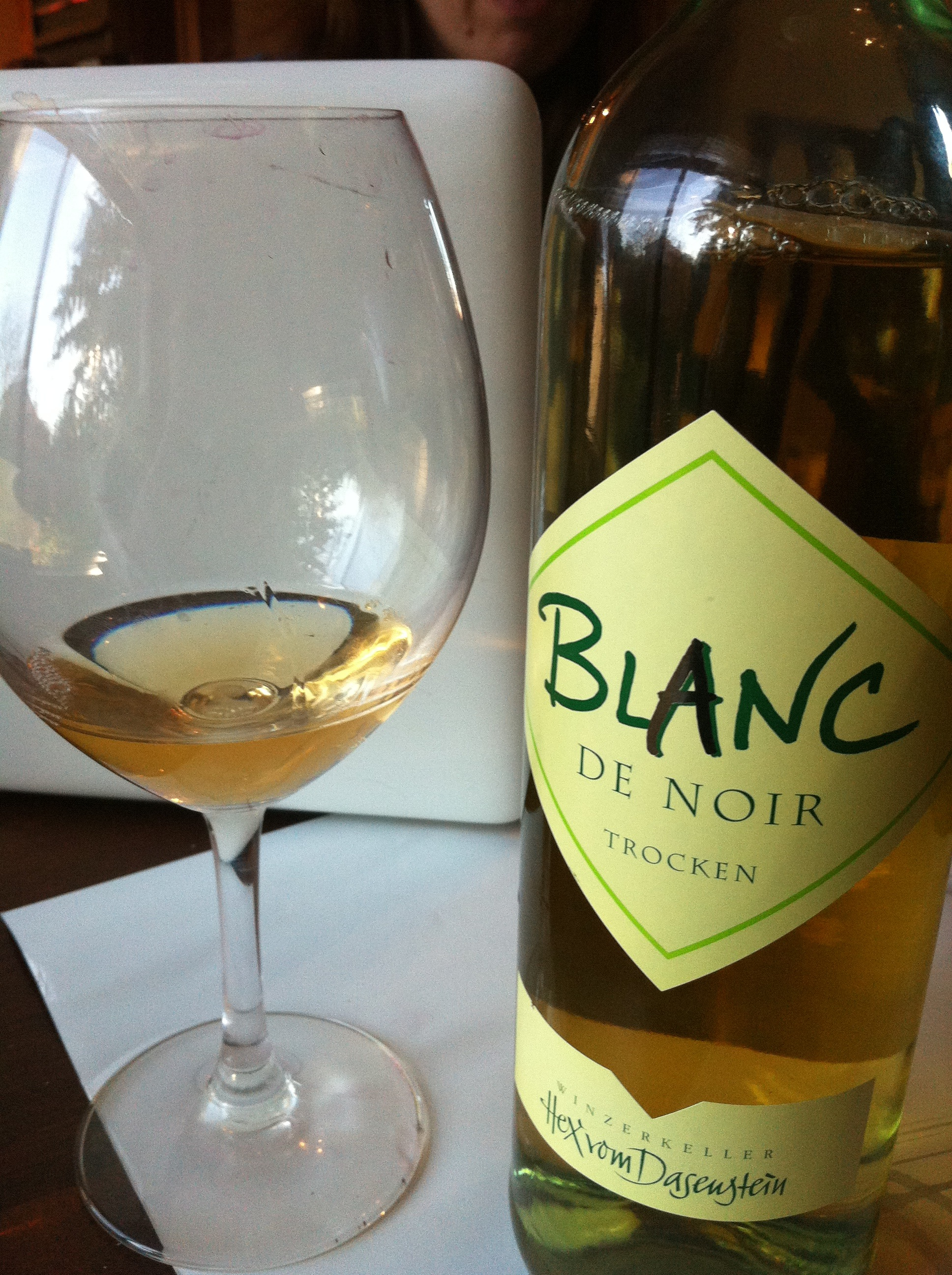
德国出产的用黑比诺酿造的白葡萄酒
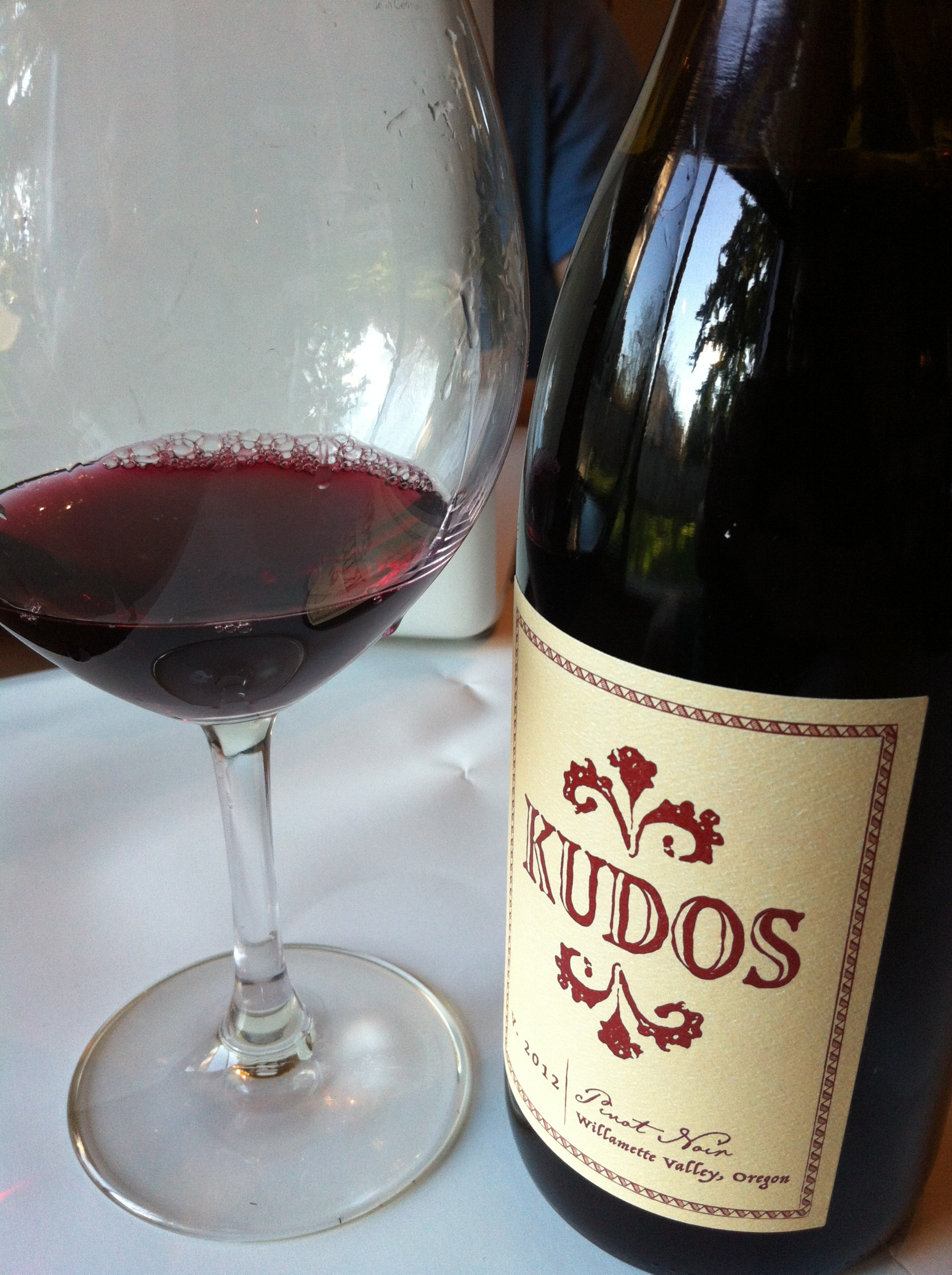
美国俄勒冈州出产的黑比诺红葡萄酒
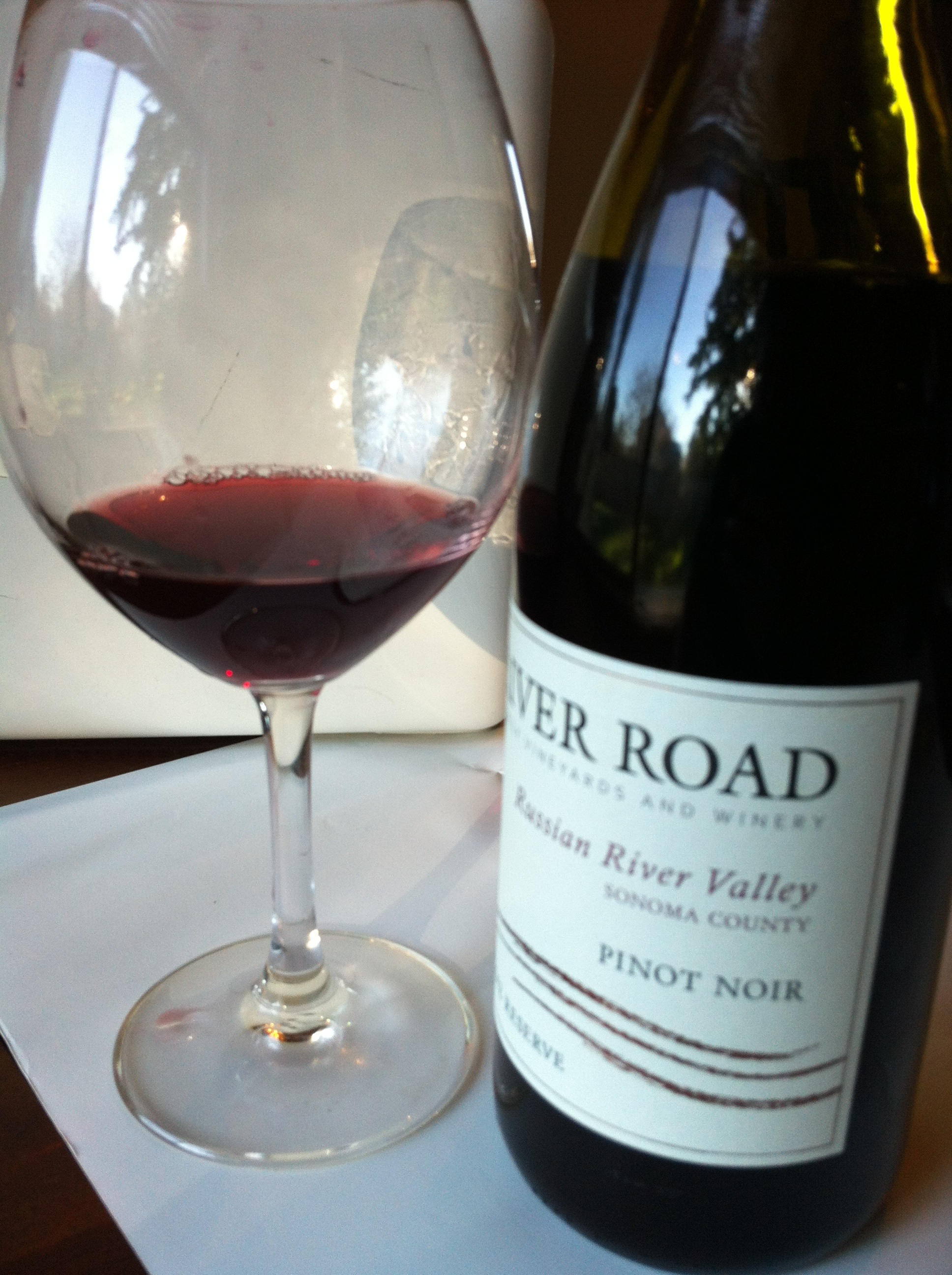
美国加利福尼亚州出产的黑比诺红葡萄酒

## 参看
- 葡萄酒